# Di-ethyleenglycoldibenzoaat
Di-ethyleenglycoldibenzoaat is een organische verbinding met als brutoformule C18H18O5. De stof komt voor als een heldere kleurloze viskeuze vloeistof, die mengbaar is met water. Ze is zeer goed oplosbaar in allerhande polymeren (vooral polyvinylacetaten en pvc). Di-ethyleenglycoldibenzoaat wordt hoofdzakelijk gebruikt als weekmaker voor verschillende polymeren, zoals pvc, polyvinylalcohol en polyvinylacetaat, en in verf.
De stof is licht irriterend voor de ogen en de huid.